# Horst Siegl
Horst Siegl (Abertamy, 1969. február 15.) egy cseh labdarúgócsatár. Játszott a csehszlovák és a cseh labdarúgó-válogatottban is, összesen 23 meccsen 7 gólt szerzett. Két meccsen játszott a cseh válogatottban az 1997-es konföderációs kupa keretében.
Horst Siegl karrierje során összesen 448 bajnoki meccsen 176 gólt szerzett (265/128 Sparta, 39/7 Cheb, 13/0 1.FC K'lautern, 84/25 Příbram, 13/5 Plzeň, 34/11 FK Most).

## Pályafutása
Siegl 18 évesen kezdte profi pályafutását a Sparta Praha csapatánál. Egy rövid chebi kitérőt követően 1990-ben visszatért a sötétpiros-fehér egylethez, majd az 1993-94-es szezonban ő lett az újjáalakult cseh bajnokság első gólkirálya, ráadásul csapatával elhódította a bajnoki címet is. A következő szezonban is felemelhette a serleget. 1996-ban a német Kaiserslautern csapatához került, de ez nem vált be neki, hiszen 13 meccsen egy gólt sem jegyezhettek fe a neve mellé. Ezután visszatért a fővárosi csapathoz, ahol karrierje legsikeresebb évei következtek: egymás után három alkalommal hódította el a gólkirályi címet, ráadásul mindháromszor bajnoki címet is szereztek! Innen került be a cseh válogatott az1997-es Konföderációs Kupára benevezett keretébe, ahol második meccsükön, az uruguayi labdarúgó-válogatott elleni 2–1-es vereség alkalmával ő szerezte az egyetlen góljukat. A bronzmeccsen ismét Uruguay-jal találkoztak, de ekkor már sikerült megverni a dél-amerikaiakat. Siegl a tornáról visszatérve még 2001-ig volt a fővárosi csapaté, utána több csapatot is megjárt 2006-os visszavonulásáig. Ezután a Sparta Praha segédedzője lett két évig, ezalatt megnyerte edzőként is első bajnoki címét.

## Fordítás
Ez a szócikk részben vagy egészben  a   Horst Siegl című angol Wikipédia-szócikk fordításán alapul.  Az eredeti cikk szerkesztőit annak laptörténete sorolja fel. Ez a jelzés csupán a megfogalmazás eredetét és a szerzői jogokat jelzi, nem szolgál a cikkben szereplő információk forrásmegjelöléseként.